# سیارک ۲۵۱۲۴
سیارک ۲۵۱۲۴ (به انگلیسی: 25124 Zahramaarouf، نامگذاری:1998RC78) بیست و پنج هزار و صد و بیست و چهارمین سیارک کشف شده‌است که در ۱۴ سپتامبر ۱۹۹۸ کشف شد.
قدر مطلق سیارک برابر ۱۷.۸ است.